# آمونیوم سیانید
سیانید آمونیوم (به انگلیسی: Ammonium cyanide) با فرمول شیمیایی NH۴CN یک ترکیب شیمیایی است. که جرم مولی آن 44.0559 g/mol می‌باشد. شکل ظاهری این ترکیب، بلورهای جامد بی‌رنگ است.